# Viktor Amadeus Henckel von Donnersmarck
Viktor Amadeus Graf Henckel von Donnersmarck (* 15. September 1727 in Mertschütz, Herzogtum Schweidnitz-Jauer; † 31. Januar 1793 in Königsberg) war ein preußischer Generalleutnant und Gouverneur der Festung Königsberg. Er war Standesherr in Schlesien auf den Gütern Beuthen und Tarnowitz, Ritter des Johanniterordens und designierter Komtur der Kommende Süpplingenburg.

## Leben

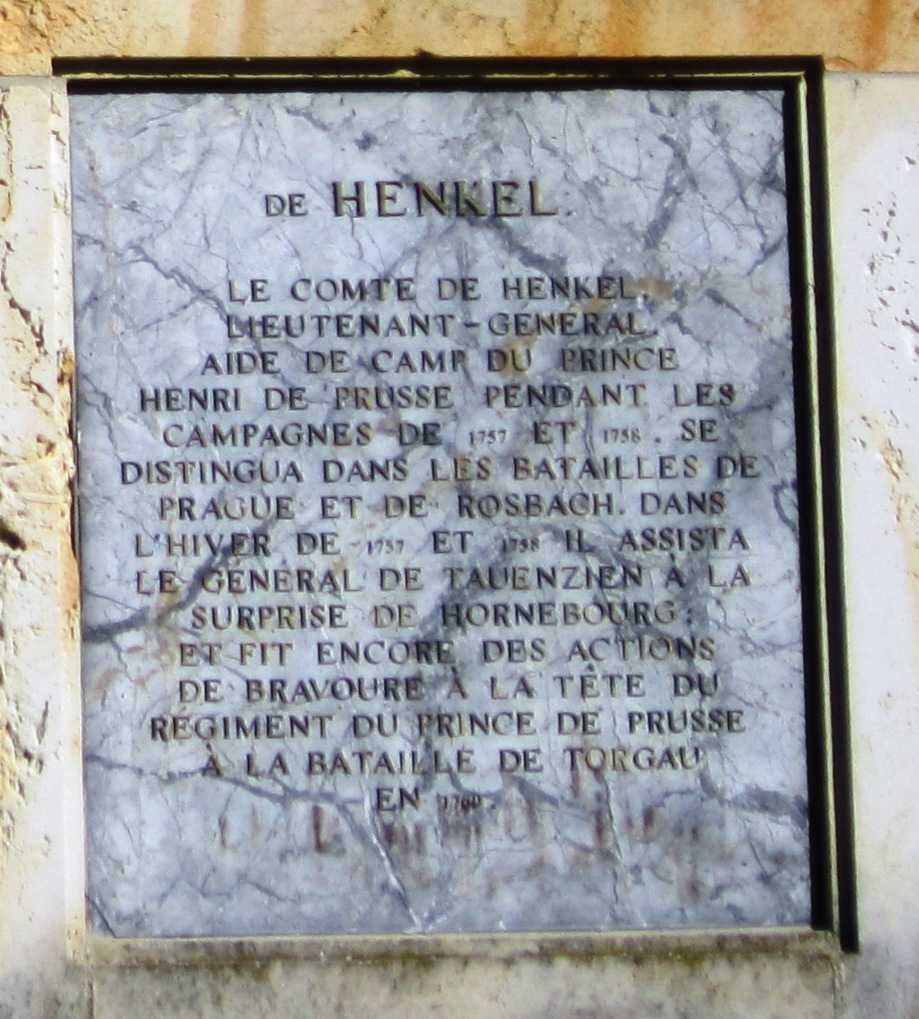
Ehrentafel für Graf Henkel am Obelisken in Rheinsberg

Viktor Amadeus entstammte einem schlesischen Adelsgeschlecht und war der Sohn des Leo Maximilian Henckel von Donnersmarck (* 1. März 1691 in Neudeck; † 25. August 1771 in Berlin) und dessen Ehefrau Barbara Eleonora, geborene Freiin von Hock (* 14. Februar 1691 in Groß-Reichen; † 13. April 1753 in Liegnitz). Sein Vater war Ritter des Schwarzen Adlerordens, Erbherr auf Wesendorf, Seyfrodau, Dittersbach, Hold, Mittel- und Niederreppersdorff, sowie Freier Standesherr zu Beuthen.
Im Alter von 19 Jahren trat Henckel von Donnersmarck in die Preußische Armee und wurde als Fähnrich im Infanterieregiment „Prinz von Preußen“ Nr. 15 angestellt. Mit dem Regiment nahm er im Dezember 1745 an der Schlacht bei Kesselsdorf teil. 1750 wurde er Sekondeleutnant. Vom 8. November 1756 bis 12. April 1758 war Henckel von Donnersmarck Adjutant des Prinzen Heinrich und wurde in dieser Stellung am 25. März 1757 Premierleutnant. Er kehrte anschließend zu seinem alten Regiment zurück, blieb aber ein lebenslanger Freund des Prinzen.
Während des Siebenjährigen Krieges nahm er an Schlachten bei Kesselsdorf, Prag, Roßbach, Zorndorf, Hochkirch und Torgau teil und kämpfte in den Gefechten von Dedeleben und Hornburg. Für seine Tapferkeit in der Schlacht bei Prag erhielt er 1757 den Orden Pour le Mérite. Am 19. Februar 1758 wurde er Stabskapitän und bereits am 12. April 1758 Kapitän sowie Kompaniechef.
Im Jahr 1762 wurde er Major, 1772 Oberstleutnant und 1776 Oberst. Im gleichen Jahr wurde er zum Kommandeur des Infanterieregiments „von Steinwehr“ Nr. 14 ernannt. Das Regiment führte er dann im Feldzug 1778/79. Am 20. Mai 1782 wurde er Generalmajor sowie am 6. Juni 1782 Chef des Regiments. Im Oktober 1786 ernannte ihn König Friedrich Wilhelm II. zum Nachfolger des Generalleutnants von Anhalt. Henkel übernahm dessen Regiment und die Generalinspektion über die Infanterie in Ostpreußen. Im August 1787 wurde er zum Kommandanten von Memel und Pillau ernannt. 1789 wurde er zum Generalleutnant und Gouverneur von Königsberg ernannt. Für seine langjährigen Verdienste erhielt er am 14. Juli 1792 den Großen Roten Adlerorden.
Er kämpfte als Freiwilliger in der Russischen Armee gegen die Türken. In der Schlacht von Choczim am 18. September 1769 waren die Türken bis in das russische Lager vorgedrungen, als es ihm gelang die Russen wieder zu sammeln und den Angriff zurückzuschlagen. Prinz Heinrich von Preußen widmete ihm eine Gedenktafel auf seinem Rheinsberger Obelisken.

## Familie
Henckel von Donnersmarck war zweimal verheiratet. Er heiratete am 13. Dezember 1763 in Halberstadt Katharina Friederike Wilhelmina von Wackerhagen (* 8. März 1745; † 22. März 1770 in Berlin), die Tochter des reichen Industriellen und preußischer Rats Georg August Christian von Wackerhagen (1703–1771), der seine Adelserhebung erst 1763 erhalten hatte. Das Paar hatte folgende Kinder:
- Friederike Henriette Maximilliane Auguste Helene (* 23. November 1764; † 2. Juli 1835) ⚭ 21. August 1796 Johann Karl von Hagen (* 9. November 1758; † 18. November 1823), preußischer Sekondeleutnant, später Kammerherr in Dessau
- Wilhelmine Amalie (* 26. Dezember 1765; † 25. Januar 1838);

⚭ 23. September 1783 (Scheidung 1788) Albrecht Wilhelm von Massenbach (* 10. September 1751; † 1. August 1820), Hofgerichtsrat
⚭ 6. Mai 1790 Karl Alexander Wilhelm von Tresckow (1764–1823), preußischer Generalmajor
Seine zweite Frau war seine Nichte Eleonore Maximiliane Ottilie von Lepel (1756–1843). Das Paar hatte folgende Kinder:
- Wilhelm Ludwig (1775–1849) ⚭ 26. Januar 1804 Friederike von dem Knesebeck (* 1. Januar 1778; † 11. September 1848)
- Henriette Ulrike Ottilie (1776–1851) ⚭ 5. Februar 1796 Julius von Pogwisch (* 30. Juli 1760; † 7. Dezember 1836), deren Tochter Ottilie war mit dem einzigen Sohn Johann Wolfgang von Goethes verheiratet.
- Leo Victor Felix (1785–1861) ⚭ 12. November 1827 Therese von Bothmer (* 10. März 1807; † 7. Dezember 1840)
- Scipio Lazarus Viktor (* 24. September 1787 in Königsberg)